# Piazza dell'Anfiteatro

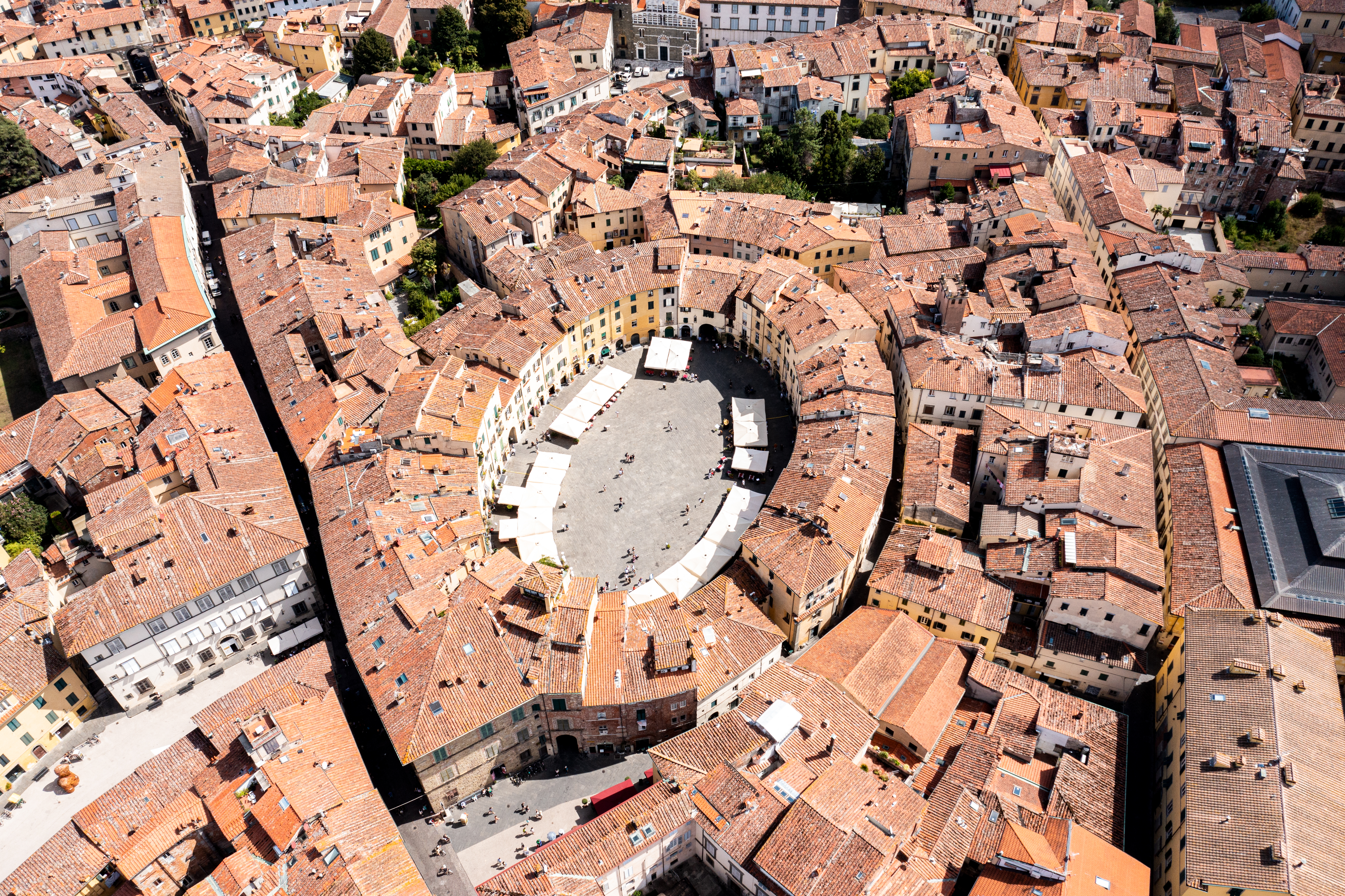
Lucca Piazza dell’Anfiteatro 2021

La piazza dell'Anfiteatro è una piazza della città di Lucca, edificata sui resti dell'antico anfiteatro romano (II secolo d.C.), che ne determinarono la forma ellittica chiusa.

## Storia e descrizione
La piazza nacque nel medioevo e in quest'epoca era chiamata "parlascio", una storpiatura del latino paralisium ("anfiteatro"), che per influenza della parola "parlare", fu detto che indicasse il luogo dove si tenevano le riunioni di cittadini. Fu progressivamente riempita di costruzioni, variamente utilizzate come deposito di sale, polveriera, carcere.
Solo nell'Ottocento, per opera dell'architetto lucchese Lorenzo Nottolini, fu decisa una ripresa urbanistica dell'antica struttura. Fu dunque liberato lo spazio dell'arena dalle piccole costruzioni che vi si affollavano e fu aperta la "via dell'anfiteatro" che ne ripercorre all'esterno il profilo ellittico. Il nuovo spazio urbano fu utilizzato per il mercato cittadino (mercato delle vettovaglie), fino a che - nella prima metà del Novecento - la sede fu spostata nel Mercato del Carmine.
Ad oggi il piano della piazza, sulla quale si aprono numerosi negozi, è rialzato di circa 3 metri rispetto all'arena romana. L'accesso alla piazza è possibile tramite 4 porte a volta, ma solo una di queste, la più bassa, ricalca esattamente uno degli originari accessi. Una curiosità da notare, è la croce incisa su una mattonella al centro della piazza, nel punto di intersezione tra le 4 porte.